# Zico - O Filme
Zico - O Filme, também conhecido como Zico: O Filme da Vida do Ídolo, é um documentário de longa-metragem brasileiro produzido pela Diler & Associados e dirigido por Eliseu Ewald que aborda a vida e a carreira do futebolista brasileiro Arthur Antunes Coimbra, mais conhecido como Zico. O filme mescla imagens reais com encenações de passagens da vida do jogador, que é interpretado por Cláudio Fontana.

## Elenco
| Ator                  | Papel       |
| --------------------- | ----------- |
| Zico                  | Ele próprio |
| Cláudio Fontana       | Zico        |
| Celso de Paula Garcia | Ele próprio |
| Guilherme Leme        | Zeca        |